# فولفجانج بيرج
فولفجانج بيرج (بالألمانية: Wolfgang Berg)‏ مواليد 10 مايو 1951

لاعب كرة القدم ألماني سابق

## روابط خارجية
- فولفجانج بيرج على موقع بيانات كرة القدم. دي إي (الألمانية)
- فولفجانج بيرج على موقع عالم كرة القدم.نت (الإنجليزية)